# هوس العظمة

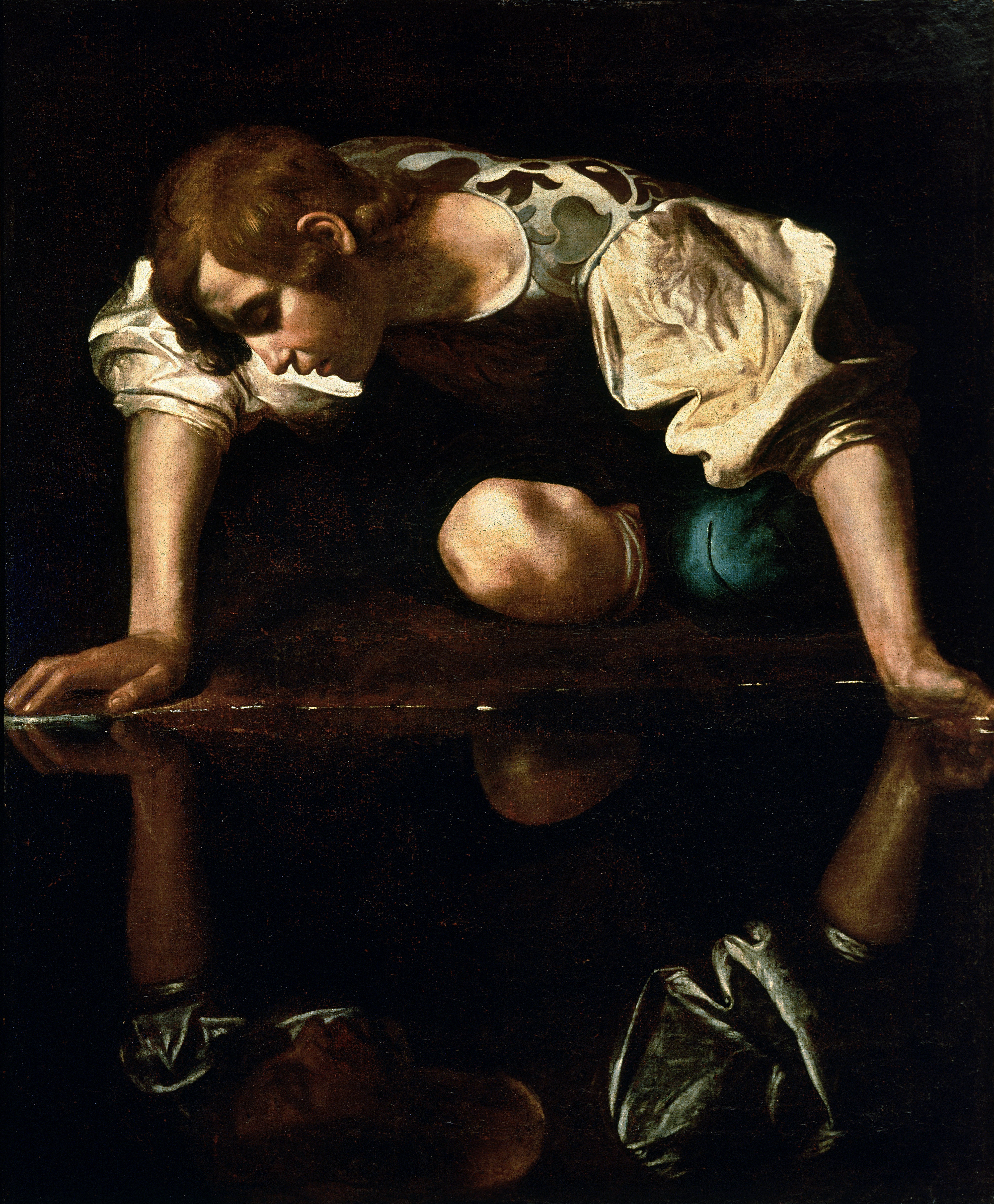

يقترن هوس العظمة  بشكل كبير باضطراب الشخصية النرجسية، إلا أنه يظهر بشكل شائع كذلك في نوبات الهوس أو الهوس الخفيف التي ترتبط بـالاضطراب ثنائي القطب.
وهي تشير إلى شعور غير واقعي بالتفوق، ونظرة مستدامة للنفس على أنها أفضل من الآخرين، بما يسبب نظر الشخص النرجسي إلى الآخرين باحتقار كونهم أقل منهم شأنًا. كما أنها تشير كذلك إلى الشعور بالتفرد، والاعتقاد بأنه لا يوجد إلا أقل القليل ممن يتشابهون مع الشخص، وأن القليل فقط أو الأشخاص المميزين للغاية فقط يمكنهم فهمه.

## معايير النرجسية
قسم العظمة في المقابلة التشخيصية للنرجسية (DIN) (الإصدار الثاني) ينص على ما يلي:
| 1. مبالغة الشخص في المهارات والقدرات والإنجازات بطريقة غير واقعية. 2. إيمان الشخص إيمانًا شديدًا بعصمته وحصانته، أو أن الشخص لا يدرك حدوده. 3. الشخص يعاني من أوهام العظمة. 4. يرى الشخص أنه لا يحتاج إلى الآخرين. 5. الشخص يتفحص الآخرين أو المشروعات أو البيانات أو الأحلام بشكل زائد عن الحد ويقلل منهم / منها بطريقة غير واقعية. | ينظر الشخص لنفسه على أنه شخص متفرد أو خاص عند مقارنته بالآخرين. يرى الشخص نفسه على أنه يفوق الآخرين بصفة عامة. الشخص يتصرف بطريقة ذاتية التركيز أو ذاتية المرجع. الشخص يتصرف بطريقة تفاخرية أو بتباهٍ شديد. |

واعتمادًا على هذه الاعتقادات الذاتية، «في الشخصية المصابة بداء العظمة... يمكنني أن أتجاوز كل الأمور التي لا تعجبني حيال صورتي الشخصية. ويمكنني أن أنظر بازدراء إلى الطرق الصبيانية التي يتخذها زملائي، ويمكنني التخلص من ذاتي الطفولية من خلال الانطلاق»  إلى مكان آخر خارج ذاتي إلا أن الجانب السلبي من وضع نفسي في حالة «العظمة» يتمثل في أن «النفس المصابة بداء العظمة تكون معرضة للخطر بشدة، و... إذا لم يسر أي شيء بالطريقة التي تم اختبارها، يمكنني إحداث قدر كبير من الهرج والمرج، فأنا ملك تعرض للإحباط».

## في الهوس
في الهوس، مقارنة بالنرجسية، يكون داء العظمة أكثر تفاعلية وعدوانية. وبالتالي، «يبدأ الشخص المصاب بالهوس في تعزيز نفسه في التسلسل الهرمي للأسرة... ويعود لتصريحات العظمة المتعلقة بارتفاع مكانته وقوة صبره، ثم النظر للمستقبل برؤية متعالية بما يقترح إنجازه في المستقبل القريب». وبالإضافة إلى «نسب الشخص لخصائص الشخصية المصابة بداء العظمة لنفسه إلى حد بعيد... تكون هناك تغييرات في شعور الشخص المتجاوز للحدود بذاته». وفي نفس الوقت، يمكن أن «يصبح متماديًا بشكل هائل مع الشعور بالقوة والعظمة الشديدة، ويبدأ في تخيل كل المشروعات التي تتجاوز الطموح... ويعود إلى أن يكون مثل البالون الكبير المنتفخ».

## تفحص الواقع
يتم تمييز داء العظمة عن أوهام العظمة في أن الشخص الذي يعاني من هذا الداء تكون لديه رؤى فيما يتعلق بابتعاده عن الواقع (ويكونون على دراية بأن سلوكهم يعتبر غير معتاد). إلا أن التمييز لا يكون واضحًا وضوح الشمس في الغالب. رأى التحليل النفسي الكلاسيكي أنه «توجد حتى انتقالات من أحلام اليقظة إلى الأوهام»: وحقيقة أن «أحلام اليقظة النرجسية يتم تصديقها في واقع الأمر وتصبح أوهامًا [و] أن شعور المرضى بأنهم ملوك أو رؤساء أو آلهة ينجم عن فقدان القدرة على تفحص الواقع». ورغم أن أحلام اليقظة هذه يمكن أن تصبح واقعًا، إلا أنها لا تكون على نفس النطاق الكبير الذي يراه الشخص الذي يعاني من المرض.

## التحليل النفسي والذات المصابة بداء العظمة: كيرنبيرج وكوهوت
وصف أوتو كيرنبيرج ما أطلق عليه اسم «الذات المريضة بداء العظمة» - وهو شيء يتكون من «تكاثف ثلاثي لبعض أوجه الذات الحقيقية (» خصوصية«الطفل التي تتم تقويتها بالتجارب المبكرة) والذات النموذجية (أوهام القوة وتصور الذات على أنها تمتلك القوة والغنى والمعرفة المطلقة والجمال...) والشيء النموذجي (أوهام الوالد دائم العطاء ودائم المحبة والقبول)».
وقد رأى كوهوت الذات المصابة بداء العظمة على أنها جزء من عملية تنموية. وفقط عندما تضل تلك الذات طريقها، مما يؤدي إلى خلق "فواصل رأسية بين... '"أنا شخص عظيم" و"أنا شخص سيئ" - حيث لا يحدث تواصل بين تلك الحالتين إلا في أضيق الحدود' - يمكن حينها فقط أن يظهر اضطراب النرجسية. وقد تمثلت توصيات كوهوت بالتعامل مع المريض المصاب باضطراب الذات المصابة بالعظمة في أن المحلل تكون لديه "وظيفة واحدة: وهي أن يعكس هذا الشعور بالعظمة" لفترة كبيرة، من أجل إظهار "تكامل الذات المصابة بداء العظمة في هيكل الذات الواقعية".